# Tigullio
Il Tigullio è un comprensorio territoriale che fa parte della città metropolitana di Genova, in Liguria.
Il territorio – inserito tra il comprensorio del Golfo Paradiso e la val Bisagno a ovest, la val Trebbia e la val d'Aveto a nord, la val di Vara e il comprensorio Baie del Levante a est – comprende principalmente i comuni costieri di Portofino, Santa Margherita Ligure, Rapallo, Zoagli, Chiavari, Lavagna e Sestri Levante.
I centri principali per popolazione sono Rapallo (29.796 abitanti) e Chiavari (27.494 abitanti). La popolazione complessiva costiera è circa 100.000 abitanti, a cui si possono sommare ulteriori 30/35.000 abitanti dei comprensori adiacenti e legati al Tigullio, nello specifico val Fontanabuona, val Graveglia, valle Sturla, val d'Aveto e val Petronio.
Area geografica storicamente importante durante il dominio della Repubblica di Genova, con la suddivisione del territorio in podesterie e due capitaneati (Rapallo e Chiavari), e "quartier generale" di una delle famiglie più importanti della nobiltà genovese, i Fieschi di Lavagna, anche in epoca napoleonica il Tigullio conobbe fasi importanti con la promozione di Chiavari a capoluogo del Dipartimento degli Appennini e in seguito, con il Regno di Sardegna, capoluogo della provincia omonima tra il 1817 e il 1859. Oggi l'area tigullina è meta del turismo vacanziero, costituente la principale attività economica del territorio.

## Geografia
La regione comprende il tratto di costa prospiciente il Golfo del Tigullio.

## Storia

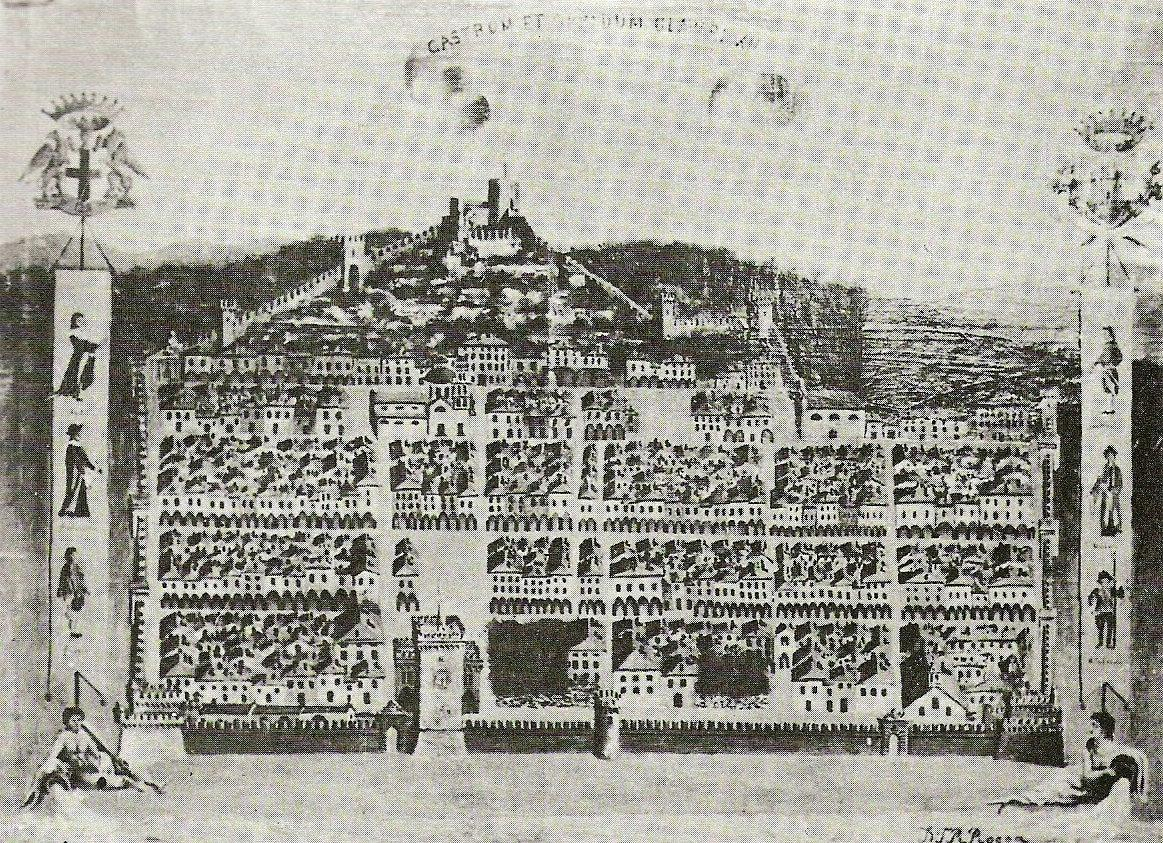
Raffigurazione dell'antica cittadella chiavarese.

### Epoca romana
Il suo nome deriva dalla tribù ligure dei Tigulli, abitanti di epoca pre-romana della famiglia dei Liguri. La storia del Tigullio ha quasi sempre subìto le stesse sorti della Repubblica di Genova e della Liguria.
Numerose sono state le invasioni da parte dei pirati e dai Saraceni, famosi gli attacchi del pirata turco Dragut nei vari borghi costieri, che concludeva con uccisioni e rapimenti l'invasione piratesca.
La prima vera forma di governo locale e territoriale fu la costituzione del Capitanato di Chiavari e delle podesterie di Rapallo, Sestri Levante e Moneglia. Rapallo diverrà successivamente, nel 1608, capitanato autonomo da Chiavari comprendendo e amministrando territorialmente i borghi di Pescino (l'attuale Santa Margherita Ligure), Portofino, Zoagli e quasi interamente la media val Fontanabuona.

### Medioevo
Nel Medioevo la geografia politica divise letteralmente in due blocchi contrapposti la regione tigullina; ad ovest grazie alla notevole vicinanza con il capoluogo ligure si crearono borghi vicini e alleati alla politica della repubblica genovese, mentre ad est la famiglia di Lavagna - i Fieschi - conquistarono la fiducia nei paesi vicini al feudo lavagnese.
Barriera naturale, non esistevano di fatto mura di confine (ad eccezione di Chiavari dove ancora oggi sono presenti tracce delle antiche mura), fu il fiume Entella che divise le due cittadine costiere di Chiavari (alleata e suddita di Genova) e Lavagna (feudo caposaldo dei Fieschi). Nella storia medievale tigullina assiduamente i Conti lavagnesi cercarono di valicare il "muro di confine" riuscendo a conquistare, se pur per un breve periodo, nel XIV secolo la Cittadella di Chiavari con l'aiuto dei Malaspina e ad inserirsi nello scenario politico di Zoagli e Rapallo, ma il quasi sempre provvidenziale intervento della Repubblica di Genova fece sì che non riuscisse mai ad ottenere la piena maggioranza politica nel ponente del Tigullio.
Maggiore consenso popolare lo ottennero i Fieschi con i paesi montani e dell'entroterra chiavarese-genovese, fino ad arrivare quasi alle spalle di Genova.

### Il dominio napoleonico e l'Unità d'Italia

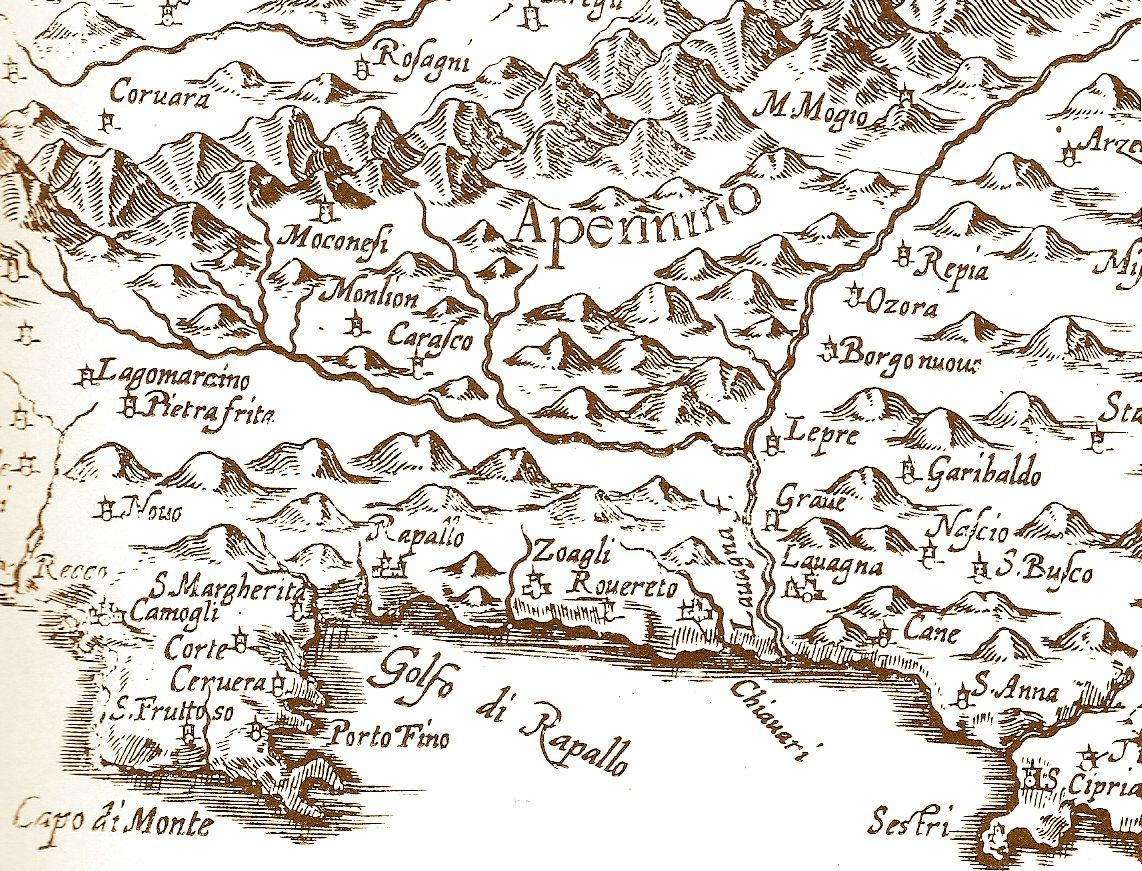
Mappa geografica del XVI secolo.

Un'ampia rivoluzione geografica e politica si ebbe dapprima con l'invasione degli Austriaci e maggiormente con l'intervento di Napoleone Bonaparte nella famosa Campagna d'Italia. Gli austriaci costituirono molte piccole fortificazioni locali, come a Rapallo dove si costituì un governo austriaco locale e la sede della Regia Reggenza Provvisoria del Tigullio.
Sarà poi l'esercito francese capitanato dall'imperatore Napoleone I - assieme alla popolazione genovese - a riscrivere le sorti della repubblica e delle sue terre. Viene costituita una nuova provincia o dipartimento ligure, il Dipartimento degli Appennini, eleggendo Chiavari come capoluogo. Tutte le terre tigulline passarono sotto il controllo chiavarese, comprendendo i paesi dell'entroterra e parte dell'attuale provincia della Spezia. A seguito della sconfitta di Napoleone nel 1814 fu convocato il celebre Congresso di Vienna atto a riscrivere i nuovi confini territoriali e politici dell'intera Europa.
La Repubblica Ligure, istituita dall'imperatore corso sopprimendo la storica Repubblica di Genova, il dipartimento chiavarese e i suoi arrondissement vengono ufficialmente sciolti e posti sotto la guida del Regno di Sardegna e successivamente nel neo Regno d'Italia dal 1861.
Il re Vittorio Emanuele II, tramite regio decreto del 1º marzo 1860, ufficializzò la creazione della nuova Provincia di Genova la quale suddivise ulteriormente il territorio in cinque circondari, nominando ancora Chiavari capoluogo dell'omonimo circondario, comprendente il territorio del Tigullio e le altre valli del levante ligure.

### Il secondo conflitto mondiale
Durante la seconda guerra mondiale le bombe degli alleati non risparmiarono questo piccolo angolo di Liguria, causando gravi perdite di vite tra le città colpite come Recco - quasi completamente distrutta - e Zoagli. I due ponti ferroviari della linea Genova-Roma furono completamente rasi al suolo, così come le case, palazzi e chiese. Al termine del conflitto seguì una ricostruzione delle cittadine, cancellando però per sempre gli antichi borghi medievali originali, e lasciando ai posteri il drammatico ricordo bellico. I due comuni sono stati decorati con le medaglie al valor militare, d'Oro per Recco, di Bronzo per Zoagli dai presidenti della repubblica Francesco Cossiga e Carlo Azeglio Ciampi nel 1992 e nel 2005.

## Monumenti e luoghi d'interesse

### Architetture religiose

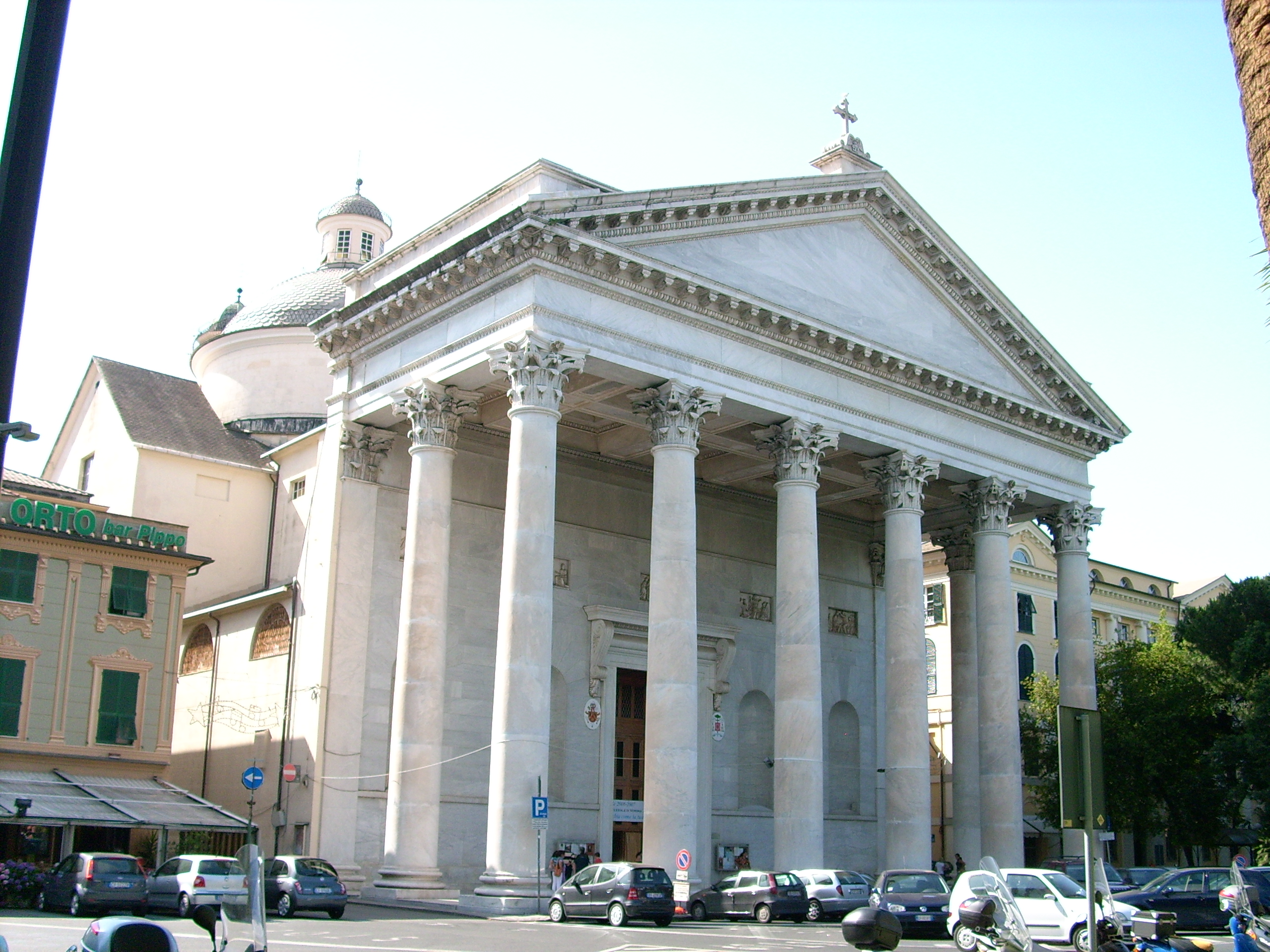
La cattedrale di Chiavari

Il territorio è sottoposto come curia vescovile alla diocesi di Chiavari, quest'ultima istituita nel 1892 dal pontefice Leone XIII inglobando le varie comunità parrocchiali tigulline precedentemente appartenenti all'arcidiocesi di Genova (Tigullio occidentale) e alla diocesi di Brugnato (Sestri Levante e val Petronio). I sette comuni tigullini sono divisi in quarantotto comunità parrocchiali con le concentrazioni maggiori a Chiavari e Sestri Levante con undici parrocchie nello stesso territorio comunale, seguono le dieci comunità di Rapallo, sette a Lavagna, quattro a Santa Margherita e Zoagli e una a Portofino.
Dieci sono i santuari mariani nel Tigullio presenti nelle località di Santa Margherita Ligure, Rapallo, Chiavari e Lavagna, nati dalla devozione popolare e "miracolose" apparizioni mariane.
Elenco delle architetture religiose suddivise per comune:
- Architetture di Portofino
- Architetture di Santa Margherita Ligure
- Architetture di Rapallo
- Architetture di Zoagli
- Architetture di Chiavari
- Architetture di Lavagna
- Architetture di Sestri Levante

### Architetture civili

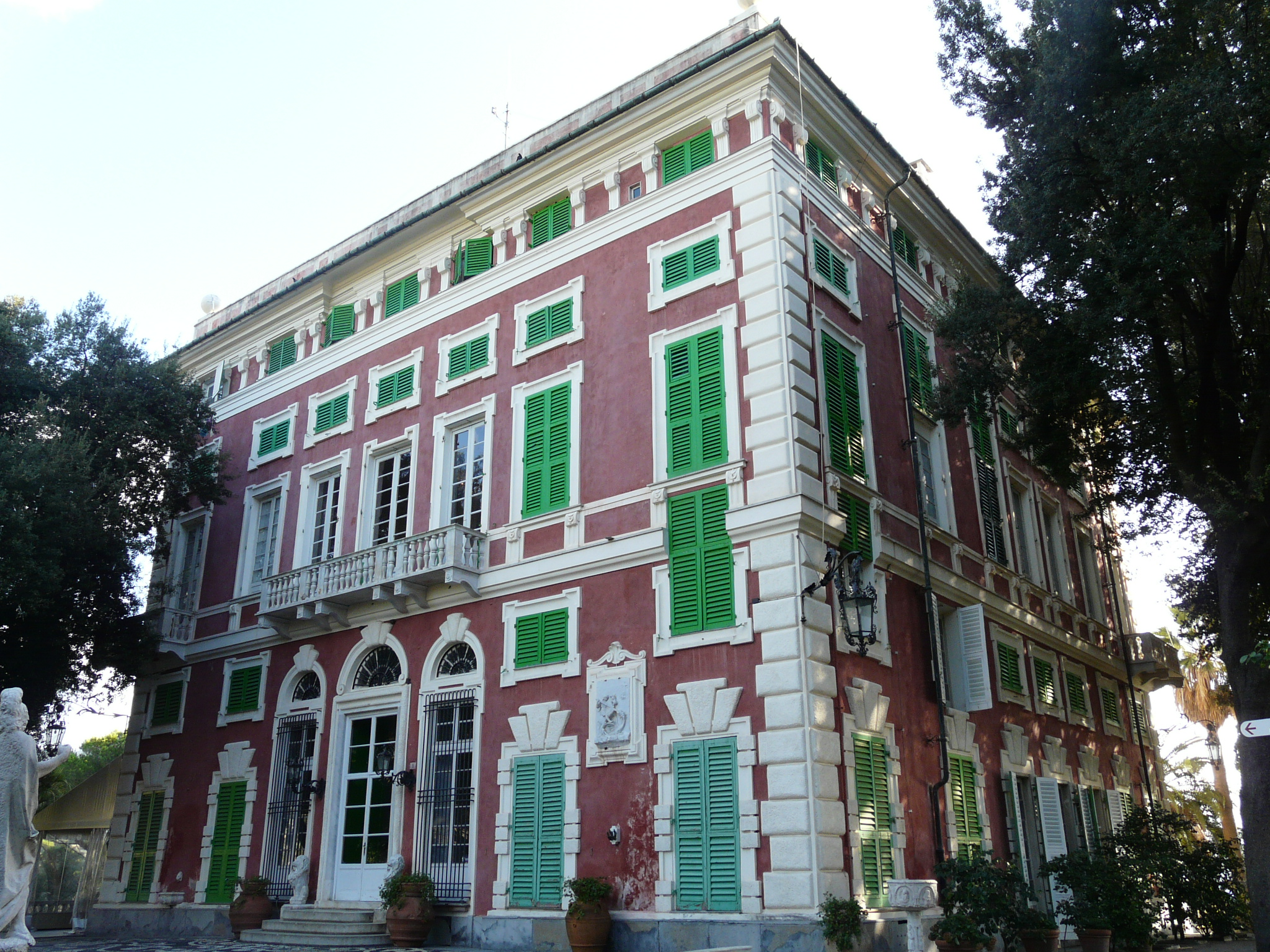
Villa Durazzo-Centurione a Santa Margherita

Elenco delle architetture civili suddivise per comune:
- Architetture di Portofino
- Architetture di Santa Margherita Ligure
- Architetture di Rapallo
- Architetture di Zoagli
- Architetture di Chiavari
- Architetture di Lavagna
- Architetture di Sestri Levante

## Demografia

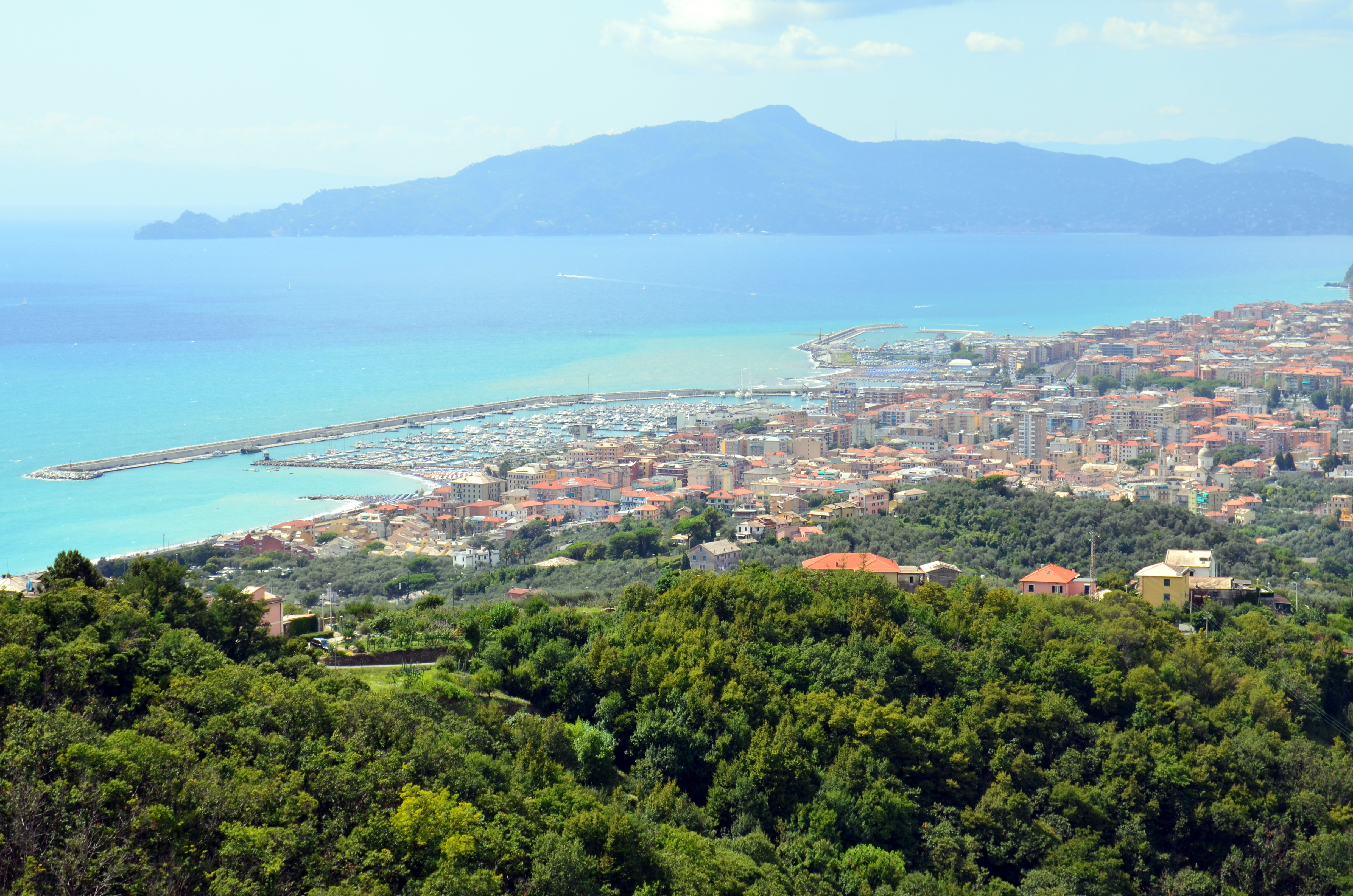
Panorama della costa tigullina tra le città di Lavagna e Chiavari. Sullo sfondo il promontorio di Portofino.

Convenzionalmente il territorio del Tigullio viene diviso in due aree: il Tigullio occidentale e la parte orientale. Con i suoi 33,62 km2 il comune di Sestri Levante risulta essere il territorio comunale più esteso del comprensorio, se pur distaccandosi di poco da Rapallo con i suoi 33,61 km2. Portofino con un territorio comunale di 2,53 km² è il comune più piccolo del Tigullio, della Città metropolitana di Genova e sesto in Liguria.
Per il numero dei residenti, secondo gli ultimi dati ISTAT del 31-12-2011, la città con più popolazione è Rapallo con 29.136 abitanti (la sesta città della Liguria) seguita da Chiavari con 27.295 abitanti. Da segnalare che in passato le due posizioni sono sempre state opposte con Chiavari, che già nel censimento del 1971 risultò avere una popolazione di 30.884, fu comune capofila per il Tigullio. La costruzione di nuovi insediamenti abitativi a Rapallo e lo spostamento della popolazione chiavarese verso l'immediato entroterra fontanino hanno certamente favorito il rovesciamento dei dati con un distacco sempre più distante tra le due maggiori cittadine.

## Economia

### Agricoltura
L'attività agricola, predominante fino all'Ottocento, ha visto molto ridimensionato il suo ruolo. La popolazione rurale è stata prima interessata da un'emigrazione, dapprima indirizzata prevalentemente alle Americhe, poi verso la zona costiera con le sue nuove attività.
L'oliveto sta lentamente riprendendosi dal quasi abbandono; Sestri Levante, Moneglia, Lavagna, Ne e Leivi sono state riconosciute città dell'olio.
Anche la viticultura ha avuto un parziale rilancio con il riconoscimento dei vini DOC "Golfo del Tigullio".

### Miniere
Il Tigullio conobbe una fase di sviluppo dell'industria mineraria: nel comune di Ne si sviluppò la miniera di Gambatesa, che fu la più grande d'Europa per l'estrazione del manganese. Nel comune di Sestri Levante la miniera di Libiola era importante per il solfato di rame. La val Fontanabuona era celebre per le cave d'ardesia, da cui il nome della città di Lavagna, allora punto di prima lavorazione e di imbarco.

## Sport
Il Tigullio vanta una lunga tradizione sportiva: Santa Margherita Ligure ospitò i Campionati italiani di nuoto nel 1910, in seguito la manifestazione venne organizzata anche a Chiavari (1940, 1947, 1977 e 1982) e Rapallo (1976). A Santa Margherita Ligure nel 1981 si è anche tenuta la prima edizione del Superbowl italiano di football americano. Nel calcio giovanile sono state invece disputate a Chiavari la finale del Campionato Primavera 2014-2015 e alcune partite del Torneo di Viareggio 2016, mentre Sestri Levante ne aveva ospitata una nella precedente edizione.
Relativamente al ciclismo, il territorio è stato interessato dai Campionati italiani di ciclismo su strada nel 2007, con Lavagna sede della prova in linea per atleti Under 23. Nel 2015 la terza tappa del Giro d'Italia fu disputata tra Rapallo e Sestri Levante e quella successiva prese il via da Chiavari. Chiavari è stata inoltre sede d'arrivo delle edizioni 2016 e 2017 del Giro dell'Appennino.
Tra gli sportivi originari del comprensorio figurano Giuseppe Ravano, oro nell'equitazione ai Giochi olimpici di Tokyo 1964 e i pallanuotisti Maurizio Felugo e Stefano Luongo, Campioni del mondo di pallanuoto, rispettivamente nelle edizioni di Shanghai 2011 e Gwangju 2019.
La principale squadra calcistica del Tigullio per tradizione sportiva è l'Entella, che milita in Serie C e disputa le proprie partite interne allo Stadio comunale di Chiavari, l'impianto più capiente del comprensorio. Le altre squadre del territorio militano in campionati dilettantistici, tra queste hanno in passato raggiunto la Serie C il Rapallo Ruentes (15 partecipazioni), il Sestri Levante (3 partecipazioni), la Lavagnese (2 partecipazioni) e la Sammargheritese (1 partecipazione).
Nella pallanuoto la Rapallo Pallanuoto ha vinto uno Scudetto in ambito femminile, mentre la Chiavari Nuoto ha preso parte a nove campionati di Serie A1 maschile.
Ogni anno, viene disputato il "Palio Remiero del Tigullio"  FEDERAZIONE ITALIANA CANOTTAGGIO SEDILE FISSO (FICSF).
Competizione di Gozzi.
Ci sono anche le "gare scafi speciali" (gozzo 22 palmi in legno).

## Galleria d'immagini

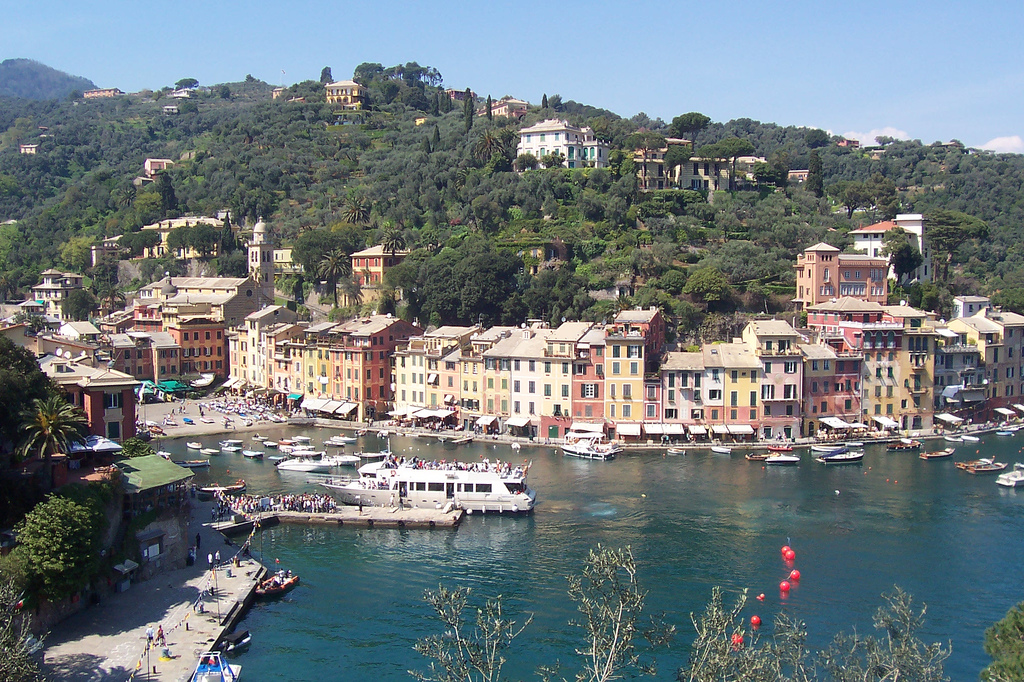
Portofino
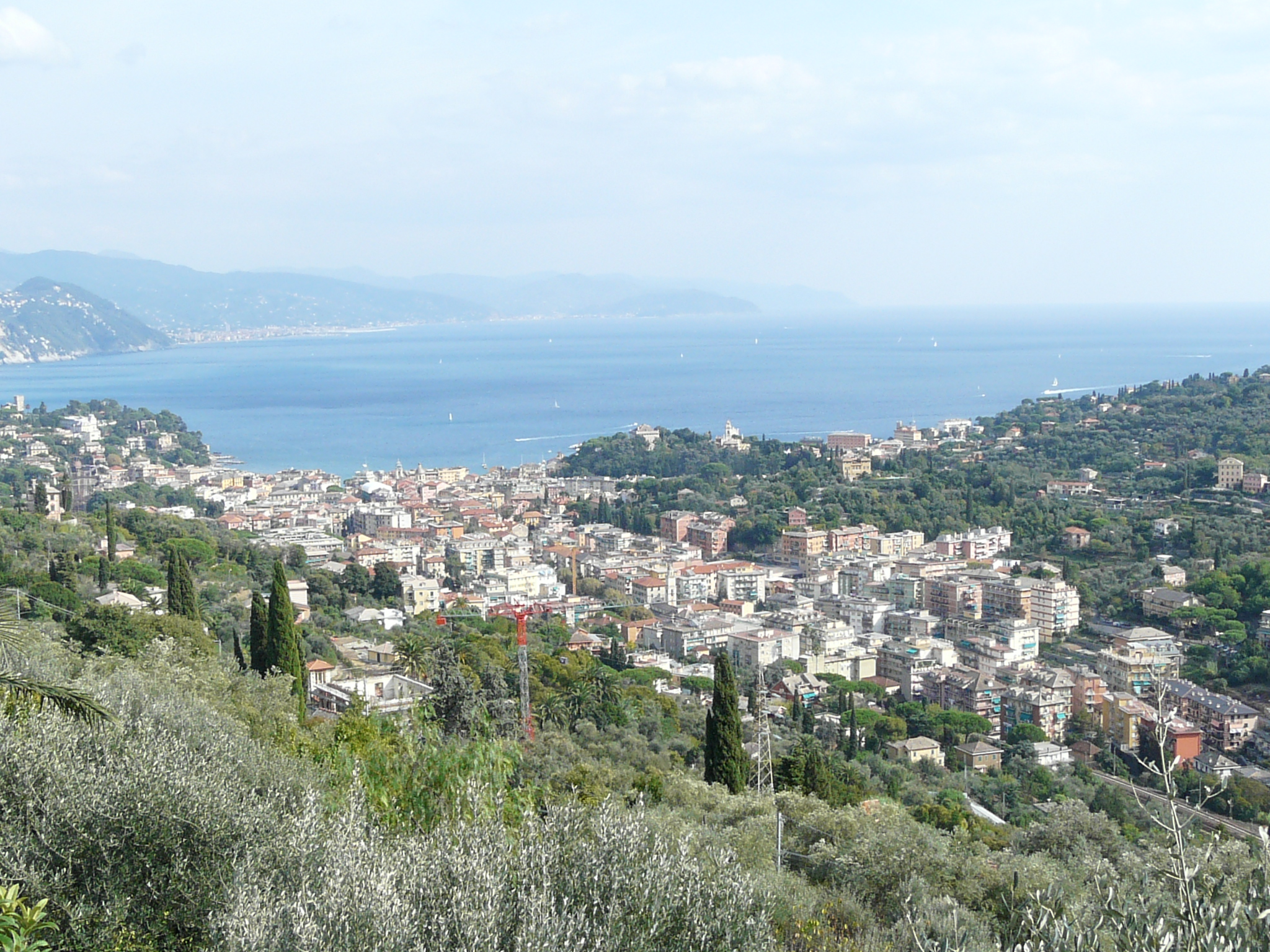
Santa Margherita Ligure
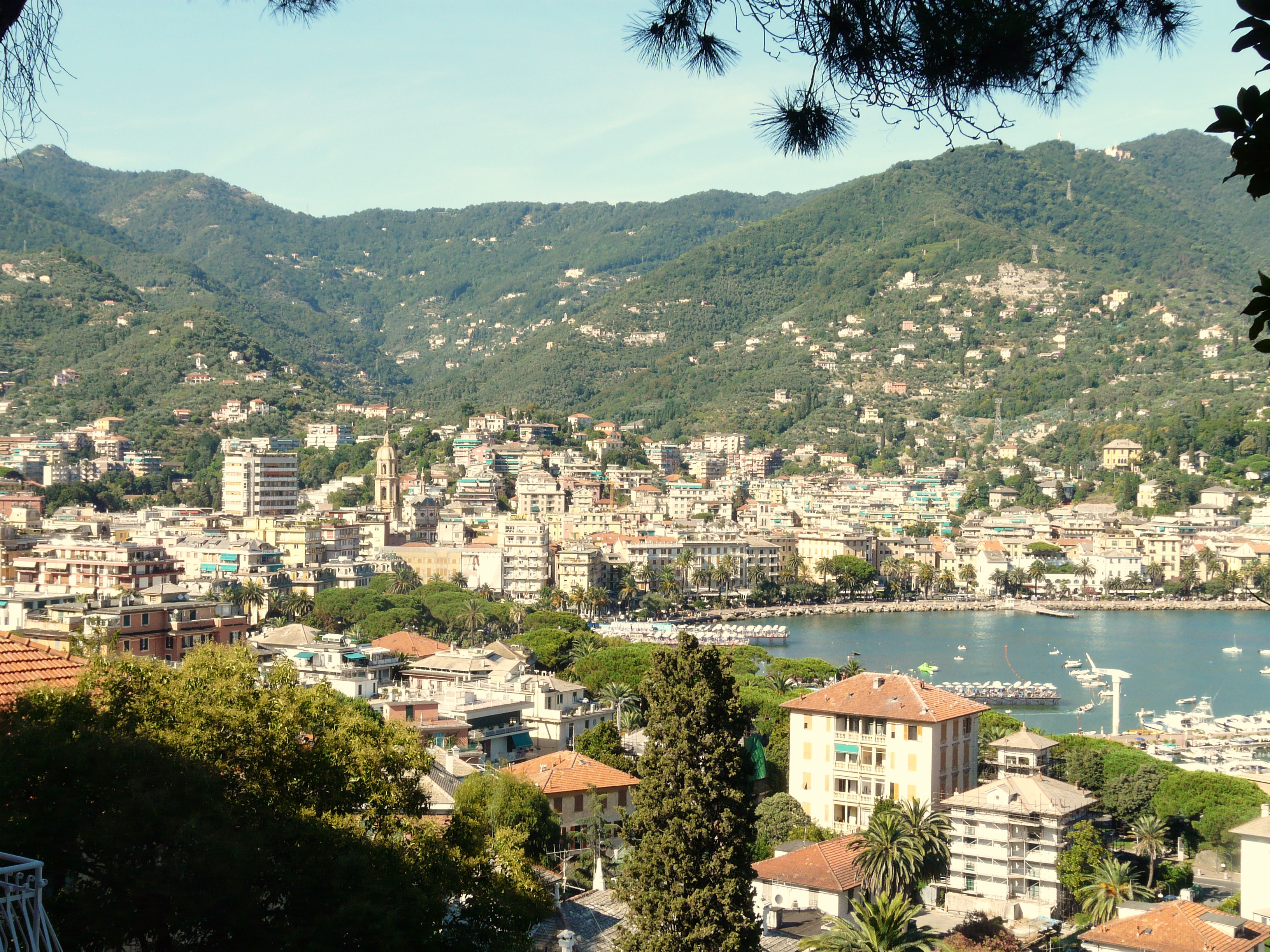
Rapallo
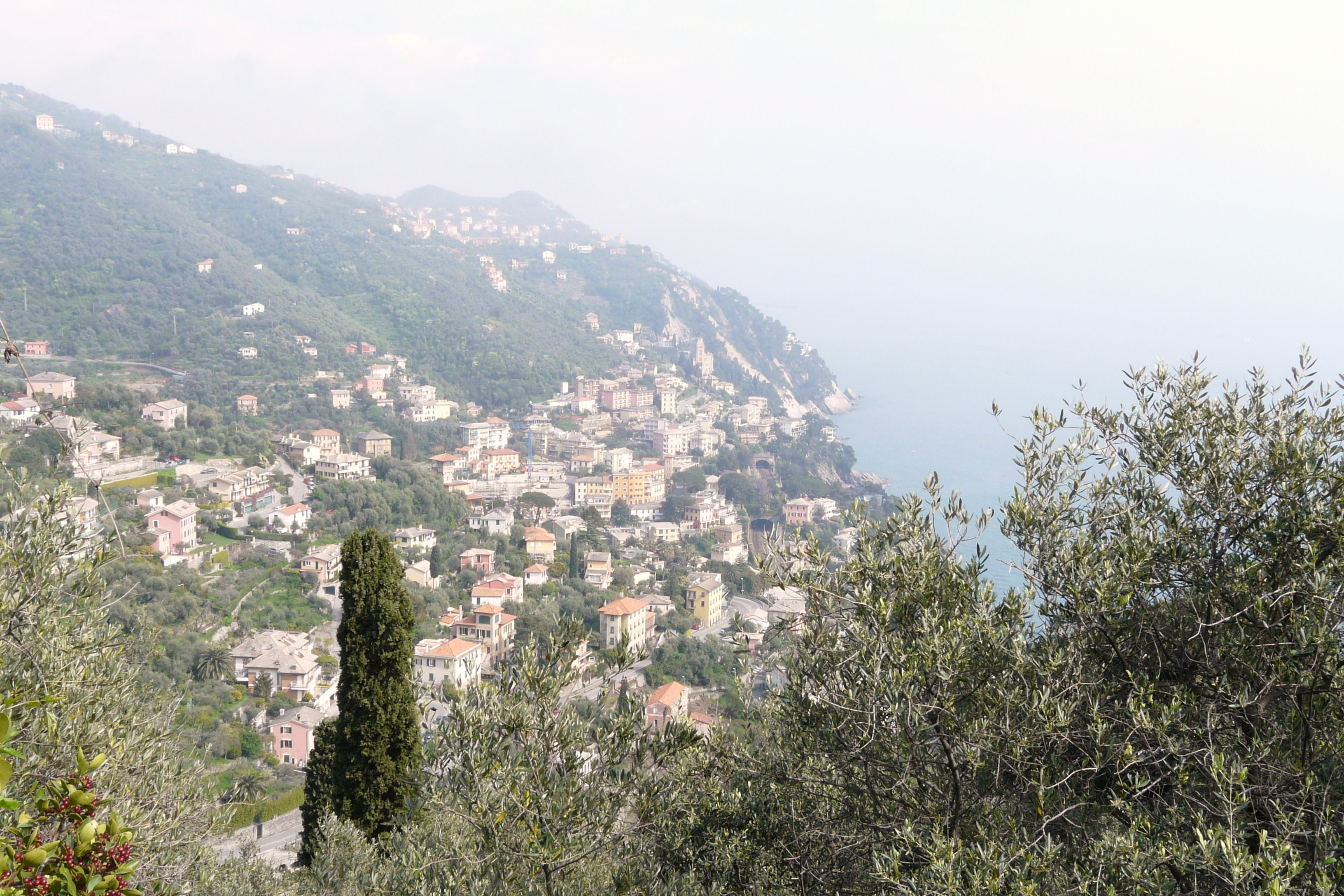
Zoagli
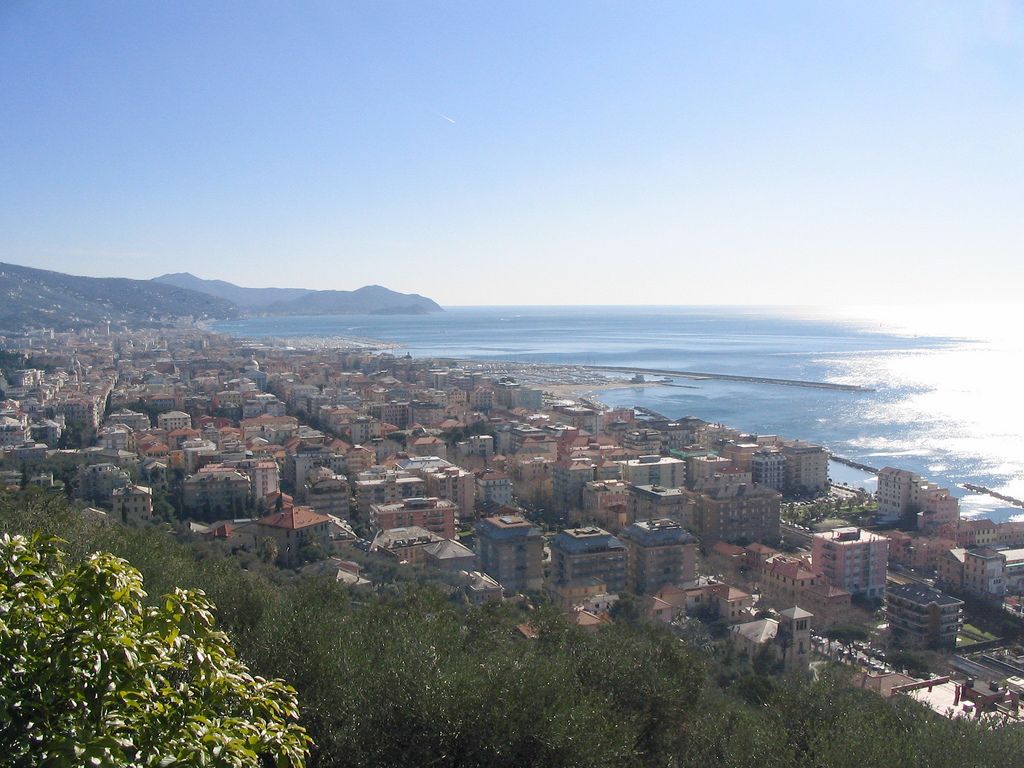
Chiavari
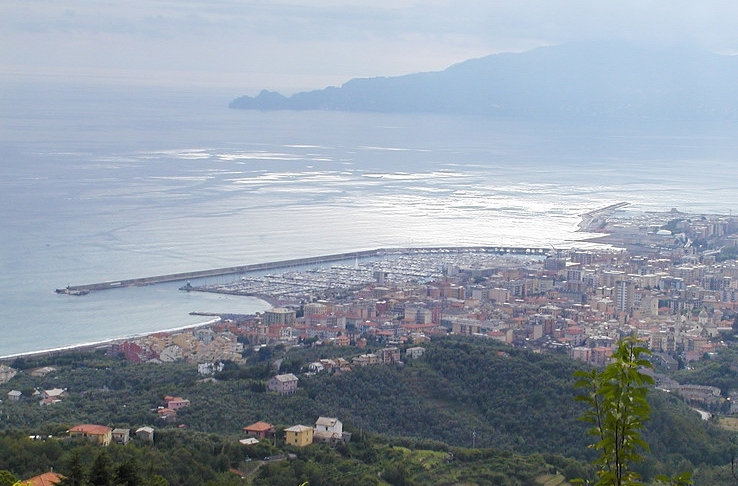
Lavagna
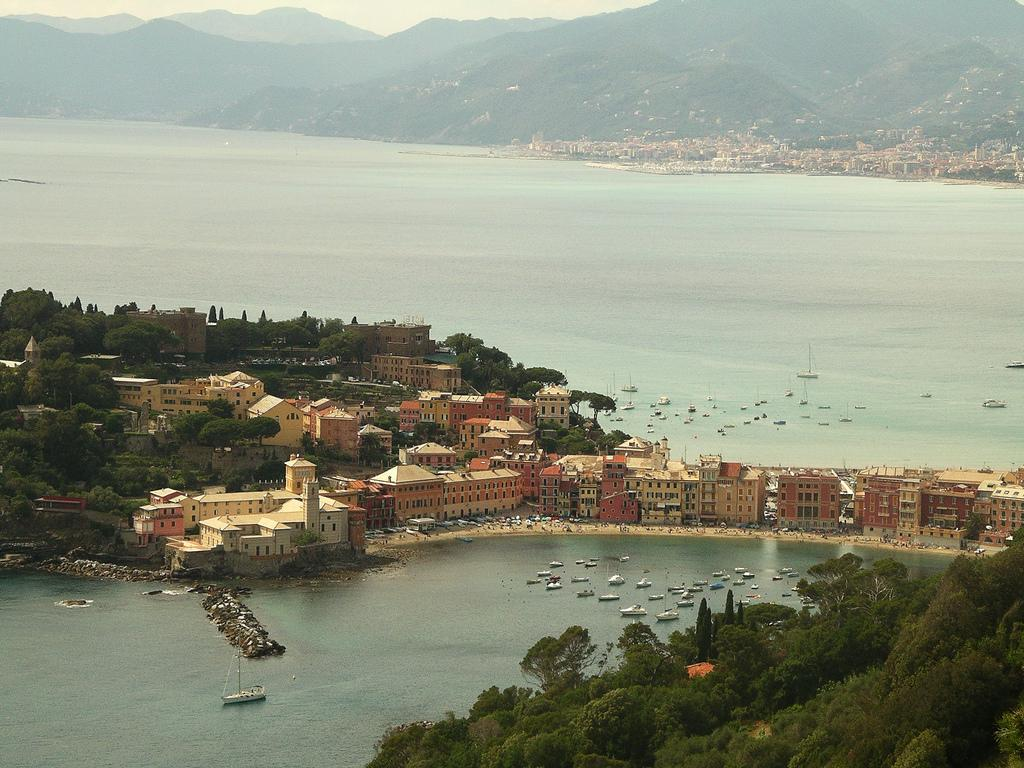
Sestri Levante